# Катерина Юшченко (политик)
Катерина Михайловна Юшченко (на украински: Катерина Михайлівна Ющенко), родена като Катрин Клер Чумаченко, е украинска политичка и филантроп, родена в САЩ. Съпруга на Виктор Юшченко и Първа дама на Украйна от 2005 до 2010 г.

## Биография
Баща ѝ, Михайло Чумаченко, е роден в село Зайцевка, Харковска област, през 1917 г. в голямо фермерско семейство. Той е един от малкото членове на семейство, оцелели след Гладомора от 1932 – 1933 г. Чумаченко учи електроинженерство в Лисичанск, Луганска област. Служи в съветската армия, заловен е от германските сили и отведен в Германия през 1942 г.
Майката на Юшченко, София Чумаченко, е родена в село Литки, Киевска област, през 1927 г. и умира на 30 септември 2012 г. в Киев. Заедно с много други млади жени от нейното село, малко след нахлуването на германците в Съветския съюз София Чумаченко е отведена в Нацистка Германия на 14-годишна възраст, за да полага робски труд.
Родителите на Катерина Юшченко се запознават в Германия, женят се и раждат сестра ѝ Лидия през 1945 г. Михайло Чумаченко се разболява тежко от туберкулоза през 1945 г. и прекарва осем години в туберкулозен санаториум.
През 1956 г. семейство Чумаченко имигрира в САЩ по покана на Украинската православна църква в Чикаго. Михайло Чумаченко работи като електротехник в Чикаго до пенсионирането си през 1984 г. Семейство Чумаченко се премества във Флорида през 1987 г. Михайло Чумаченко посещава родната си Украйна три пъти – през 1991, 1994 и 1995 г. Мечтата му е да се върне в селото си и да започне малка ферма. Умира през 1998 г. и е погребан в Киев.
Катерина Юшченко е родена като Катрин Клер Чумаченко на 1 септември 1961 г. в Чикаго в семейството на имигранти от Левобрежна Украйна. Тя е бивш служител на Държавния департамент на САЩ. Работи като специален сътрудник на помощник държавния секретар по правата на човека и хуманитарните въпроси. Тя има бакалавърска степен по международна икономика от Джорджтаунския университет (1982 г.) и магистърска степен по бизнес администрация от Висшето бизнес училище на Чикагския университет (1986 г.).
По-късно Катерина работи в Белия дом в Службата за връзки с обществеността по време на администрацията на Роналд Рейгън. Впоследствие тя работи в Министерството на финансите на САЩ в офиса на изпълнителния секретар по време на администрацията на Джордж Х. У. Буш. След като напуска тази позиция, тя става част от екипа на Съвместния икономически комитет на Конгреса на Съединените щати. След като Украйна обявява свободата си, тя става съосновател и вицепрезидент на фондация „Украйна – САЩ“. Тя е и директор на института „Пилип Орлик“. През 1993 г. се присъединява към KPMG Peat Marwick/Barents Group като консултант в програмата за банково обучение и управител на страната, където среща Виктор Юшченко, за когото впоследствие се омъжва. Напуска работа през август 2000 г., когато очаква второто си дете.
Юшченко участва в множество благотворителни проекти с фондация „Украйна 3000“, създадена през 2001 г. Основният приоритет на фондацията е по-доброто здраве на децата на Украйна. В Надзорния съвет на фондация „Украйна 3000“ са някои от най-известните образователни, хуманитарни, културни, литературни и спортни дейци на Украйна. Президентът Виктор Юшченко е председател на Надзорния съвет до встъпването си в длъжност през 2005 г. Оттогава неин председател е Катерина Юшченко.

## Украинска политика
Противниците на съпруга ѝ я критикуват за това, че е останала гражданка на САЩ. По време на кампанията за президентските избори в Украйна през 2004 г. тя е обвинена, че е упражнявала влияние от името на правителството на САЩ върху решенията на съпруга си като служител на правителството на САЩ или дори като агент на ЦРУ. Преди това тя е обвинена от руския телевизионен журналист Михаил Леонтев, че ръководи американски проект за подпомагане на съпруга ѝ да завземе властта в Украйна; Катерина Юшченко завежда дело за клевета срещу Леонтев, което печели през януари 2002 г. През 2001 г. украинският проправителствен телевизионен канал „Интер“ повтаря обвиненията на Леонтев и също губи дело за клевета през януари 2003 г.

## Личен живот
Катерина Юшченко е омъжена за Виктор Юшченко и има три деца: София, Кристина и Тарас. Тя става украинска гражданка през 2005 г., а през 2007 г. се отказва от американското си гражданство.

## Отличия и награди
- Латвия:
  -  командир на Големия кръст на Ордена на трите звезди (19 юни 2008)
- Специална награда от „Фондация за подпомагане и развитие на децата на Чернобил“, 26 април 2006 г.
- Награда „Златна пирамида“, ЮНЕСКО, ноември 2005 г.
- Медал на княз Васил-Костянтин Острожки от Острожката академия, октомври 2005 г.
- Награда за изявени възпитаници на публичната служба/публичния сектор от Висшето бизнес училище на Чикагския университет, октомври 2005 г.
- Почетен професор на гимназията на колегиума „Киев Могила“, февруари 2007 г.